# Gidran
Vous lisez un « bon article » labellisé en 2018.
Le Gidran (hongrois : Gidrán) est une race de chevaux de selle à sang chaud, de type Anglo-arabe, développée sous l'Empire austro-hongrois. Son origine remonte aux débuts du XIXe siècle, lorsqu'une jument arabe Saklawi est importée au haras de Babolna, en territoire hongrois, donnant naissance à Gidran, l'étalon fondateur de la race à laquelle il lègue son nom. Le Gidran est véritablement sélectionné au haras de Mezőhegyes, pour l'usage de la cavalerie, à partir de croisements entre chevaux arabe et pur-sang privilégiant la couleur alezane et une grande taille. La race est considérée comme fixée au début du XXe siècle. Elle est menacée d'extinction plusieurs fois, notamment au début des années 1990.
Le Gidran est caractérisé par sa couleur de robe, essentiellement alezane, par son modèle athlétique et vigoureux, et par une certaine résistance aux écarts de température. Désormais cheval de sport et de loisir, il est devenu rare, avec un cheptel estimé à environ 500 têtes dans toute l'Europe en 2012. Néanmoins, il reste considéré comme un bien culturel en Hongrie, faisant l'objet d'études génétiques et de mesures de conservation. Son élevage perdure aussi en Roumanie, en Croatie et en Bulgarie.

## Histoire

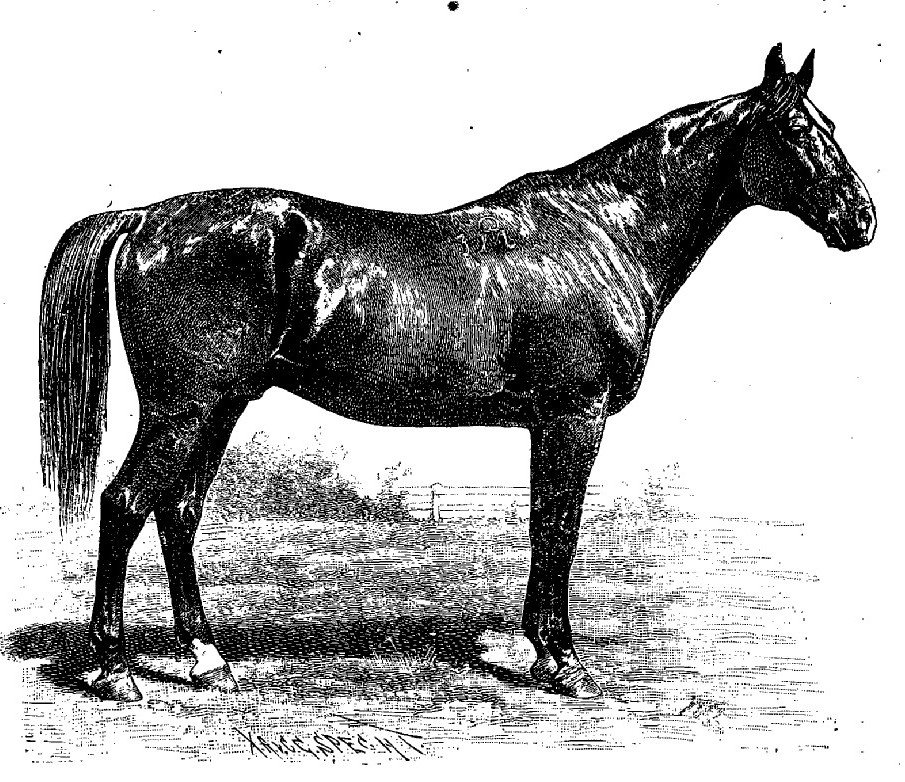
L'étalon Gidran XXXIX en 1894.

La race est également connue sous les noms d'Anglo-arabe hongrois et d'Arabe Gidran,. Le Gidran est considéré comme une race autochtone de Hongrie, version hongroise de l'Anglo-arabe. La fondation de son stud-book est très ancienne, puisqu'elle remonte à 1785. Au cours de son histoire, le Gidran est menacé d'extinction à plusieurs reprises.

### Fondation de la race par Gidran senior et Gidran II
D'après la plupart des sources, à l'origine de la race Gidran se trouve un étalon arabe alezan du même nom, issu de la lignée Siglawi,, soit importé depuis l'Arabie ou la Syrie vers la Hongrie en 1814-1816,, 1815,, soit né au haras national de Bábolna d'une jument arabe nommée Tifle, pleine d'un étalon de lignée Siglawi, en 1815. Étalon imposant bien charpenté, vif et colérique, Gidran ne mesurerait cependant que 1,48 m environ. Il porte une robe alezan brûlé (ou claire selon d'autres sources), avec des balzanes et une liste (ou une étoile) en tête. Lors d'une visite française au haras de Balbona en 1827, il est décrit comme suit : 

« Gidran, premier fils de Shaklavy-Gidran et de Fisle, jument arabe de race Nedschdi, famille Hamdanié, alezan-clair, avec étoile au chanfrein, balzane blanche au pied droit de derrière, les deux jambes gauches ayant chacune des balzanes plus hautes. Il a 10 ans et une taille de quinze paumes un pouce. »

— Description des haras militaires de l'Autriche, leur administration et leur police intérieure
Il se reproduit au haras de Balbona à partir de 1817, avec des juments d'origines variées : locales, arabes, transylvaniennes, espagnoles et napolitaines,. En 1820, des juments sont envoyées à Bálbona spécifiquement pour être saillies par Gidran senior. Une jument espagnole-napolitaine nommée Arrogante donne naissance en 1820 à Gidran II, qui est considéré comme l'étalon fondateur,, ce croisement d'un étalon demi-sang Arabe avec des juments locales hongroises étant cité comme l'origine de la race Gidran. Gidran II est un étalon alezan foncé, toisant 1,55 m. Six étalons de robe alezane résultant de ces croisements, dont Gidran II, sont transférés au haras de Mezőhegyes, qui constitue le lieu de sélection de la race Gidran,. Les chevaux reproducteurs des élevages hongrois sont à cette époque appariés en fonction de leur couleur de robe.

### Sélection au haras de Mezőhegyes

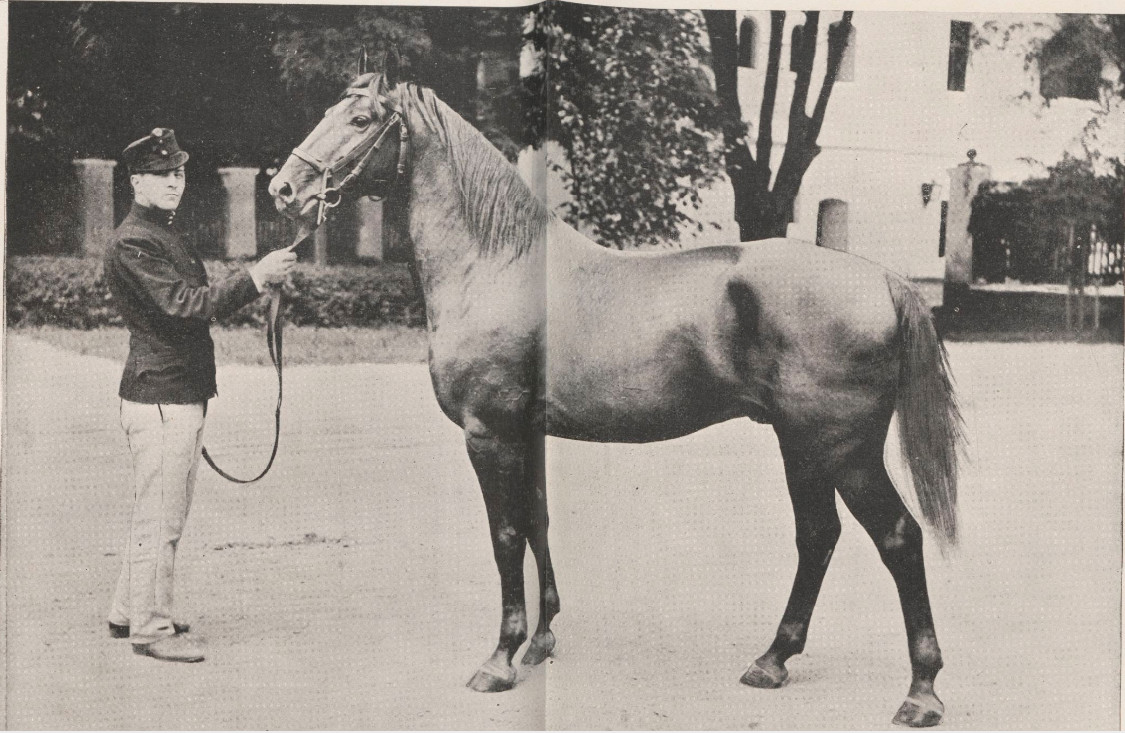
L'étalon Gidran XL-10, né à Mezőhegyes en 1892.

Le Gidran est l'une des trois races de chevaux hongroises à avoir été sélectionnées dans le haras de Mezőhegyes, avec le Nonius et le Furioso-North Star. Les chevaux issus de l'étalon Gidran sont croisés entre eux durant plusieurs décennies, entraînant la fixation d'un type demi-sang arabe. Les chevaux trop petits ou ne portant pas la robe alezane sont écartés, ce qui entraîne, en combinaison avec l'apport alimentaire, une augmentation progressive de la taille, de génération en génération.
En 1850, les chevaux alezans de Mezőhegyes sont majoritairement de la lignée Gidran. En 1855, l'apport arabe compte pour environ un tiers de ces croisements, le reste résultant de l'influence des juments transylvaniennes (1/5), espagnoles, hongroises, Nonius, et Gidran elles-mêmes,. Par la suite, ces chevaux sont croisés avec des Pur-sang nés en Hongrie ou en Espagne,, notamment à partir de 1860 et jusqu'en 1893 : le croisement avec le Pur-sang a pu être reproduit sur trois générations successives,. Ce croisement est considéré comme un échec partiel, le Pur-sang léguant un mauvais tempérament à la race,. Le Gidran est alors sélectionné pour l'usage de la cavalerie austro-hongroise,. La race n'est reconnue par le ministère de la Défense hongrois qu'en 1885,.
À la fin du XIXe siècle, le haras de Mezőhegyes héberge une quarantaine d'étalons reproducteurs. S.-F. Touchstone recommande les Gidran pour l'usage de la cavalerie française. Il décrit longuement deux étalons de ce haras, dont Gidran XL : 

« Gidran XL, qui possède bien le type de la race, est de bonne taille — 1m57 environ — très distingué, très bien établi ; sa tête est élégante et expressive, son épaule a une bonne longueur, sa poitrine est bien descendue, son arrière-main musclée, son rein très large ; il a les canons courts et bien dirigés et ses tissus ont de la finesse. L'ensemble dénote beaucoup d'espèce et, en même temps, beaucoup de force et de vigueur. Il est alezan, cela va sans dire, avec deux balzanes postérieures; j'ajouterai, à ce propos, que le blanc aux extrémités est admis; le premier des Gidran en avait d’ailleurs, mais on préfère qu'il n'y en ait pas. »

— S.-F. Touchstone, Élevage officiel en Autriche-Hongrie

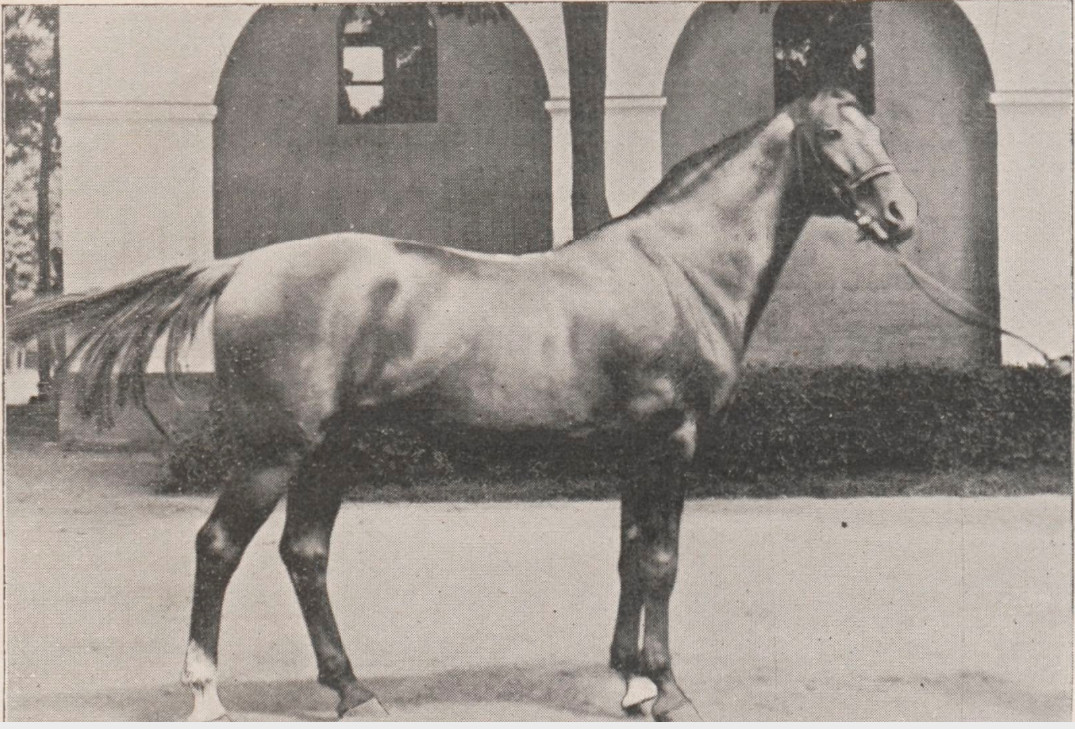
L'étalon Gidran XL.

Il décrit la race Gidran comme étant fixée. Le haras de Mezőhegyes héberge par ailleurs 92 juments de race Gidran, toutes de robe alezane. Durant la seconde moitié du XIXe siècle et le début du siècle suivant, la race se répand sur le territoire de l'actuelle Croatie, dans le cadre de la gestion des chevaux de cavalerie de l'Empire austro-hongrois.

### Depuis leXXesiècle

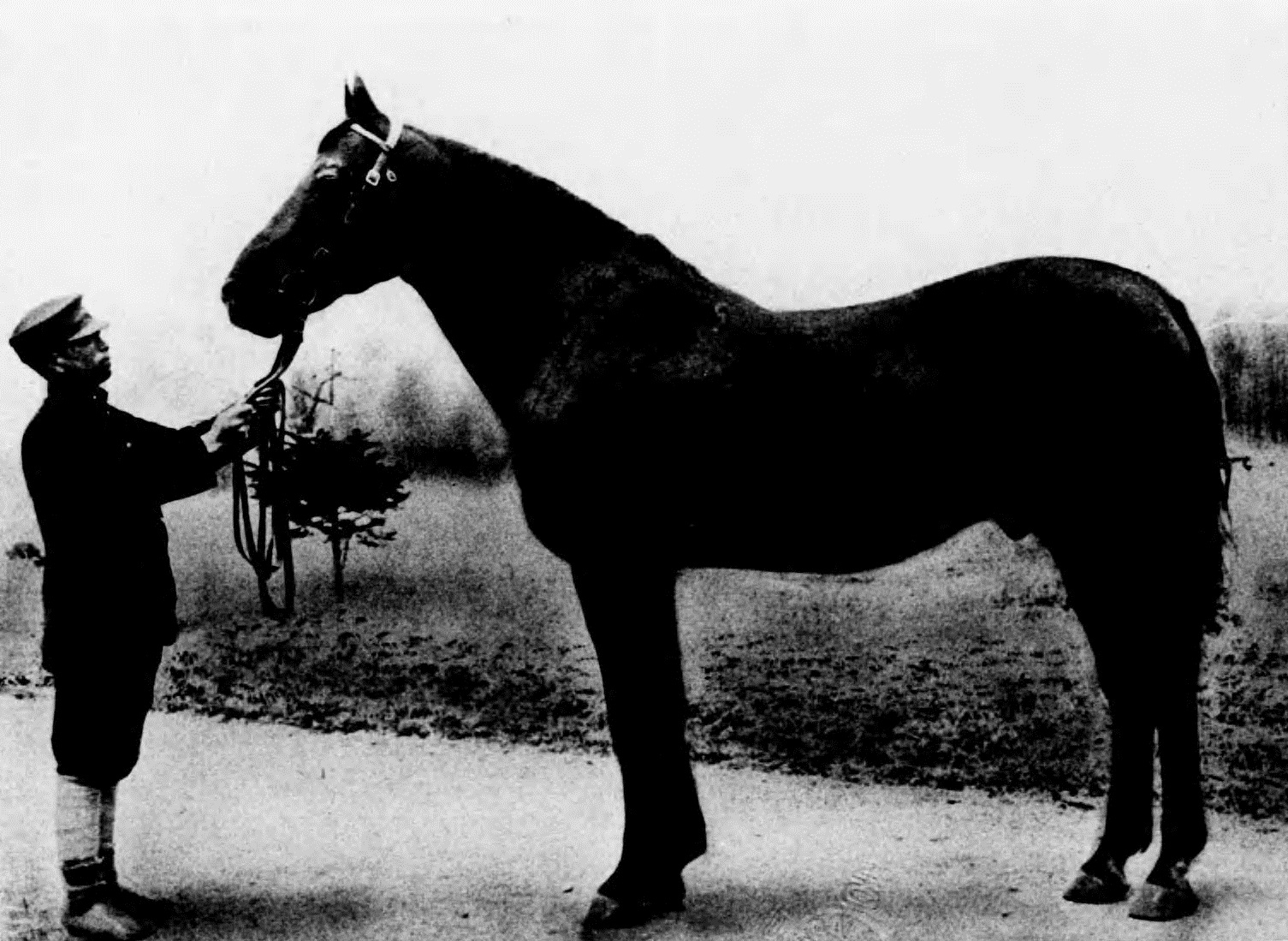
Étalon Gidran 412-15, en 1935, exporté au Japon.

Au début du XXe siècle, le Gidran constitue l'une des cinq lignées fixées élevées à Mezőhegyes. Des Gidran sont exportés vers le Japon dans le but d'améliorer les races de chevaux présentes dans ce pays. Cependant, ces chevaux exportés ne sont pas reconnus comme Pur-sang arabe au Japon.
La race est décimée durant la Première Guerre mondiale. Des militaires roumains récupèrent 55 juments du cheptel austro-hongrois comme butin de guerre dans les années 1920, créant un berceau d'élevage allochtone au haras national de Radautz, qui perdure de nos jours. Pour reconstituer la race Gidran et résoudre le problème du tempérament, les Hongrois pratiquent des croisements avec des étalons Arabe et Kisber. En 1943, la race Gidran est catégorisée en trois lignées généalogiques (A, B et C). En 1958, le cheptel est transféré au haras national de Dalmand. Le Gidran est aussi présent dans le haras de Radautz en Roumanie, et celui de Kladruby en Bohême. Néanmoins, la race entame un déclin. 
Le Gidran est exporté en Europe de l'Est pour les concours de saut d'obstacles ou l'amélioration d’autres races,. Il participe notamment à la formation de la race Malopolski en Pologne. Depuis 1950-1960, les croisements ont essentiellement eu lieu avec le Shagya (à hauteur de 6 %), le Pur-sang et le Kisber. Les Shagya les plus influents sont Siglavy, Gazal II et Gazal III,. En 1976 et 1977, lors de l'achat de juments gidran rustiques, l'OTAF (Inspection nationale de l'agriculture et de l'élevage) crée un élevage à Boródpuszta, et importe deux étalons depuis la Bulgarie, pour augmenter et régénérer les effectifs. L'orientation d'élevage évolue, visant la recherche d'un cheval polyvalent d'apparence agréable. En 1996, le Gidran est néanmoins la race de chevaux hongroise aux plus faibles effectifs, bien qu'un regain d'intérêt pour son élevage s'observe à partir des années 1990,. En 1996, 21 propriétaires hongrois possèdent les 102 juments hongroises recensées. Le haras de Radautz, en Roumanie, détient pour sa part 42 juments en 1996. les échanges de reproducteurs ont cessé en 1989, avec la chute du communisme.
Un travail de détermination des lignées de juments aboutit en 2005 à la publication d'un stud-book officiel.

## Description
La base de données DAD-IS indique une taille moyenne de 1,60 m à 1,70 m, pour un poids de 400 à 500 kg, respectivement, chez les femelles et les mâles répertoriés en Hongrie. Maurizio Bongianni (1988) indique la même taille. Les données de la Bulgarie indiquent une taille de 1,63 m à 1,67 m, pour un poids de 540 à 600 kg. CAB International cite une fourchette de taille plus élevée, de 1,65 m à 1,73 m (2016) ; Tamsin Pickeral (1999) indique 1,63 m à 1,68 m, avec un maximum jusqu'à 1,73 m, ce qui est très proche des chiffres cités par Elwyn Hartley Edwards (1,63 m à 1,73 m). Le guide Delachaux cite une fourchette de 1,55 m à 1,68 m. Le poids de naissance est d'environ 45 kg.

### Morphologie

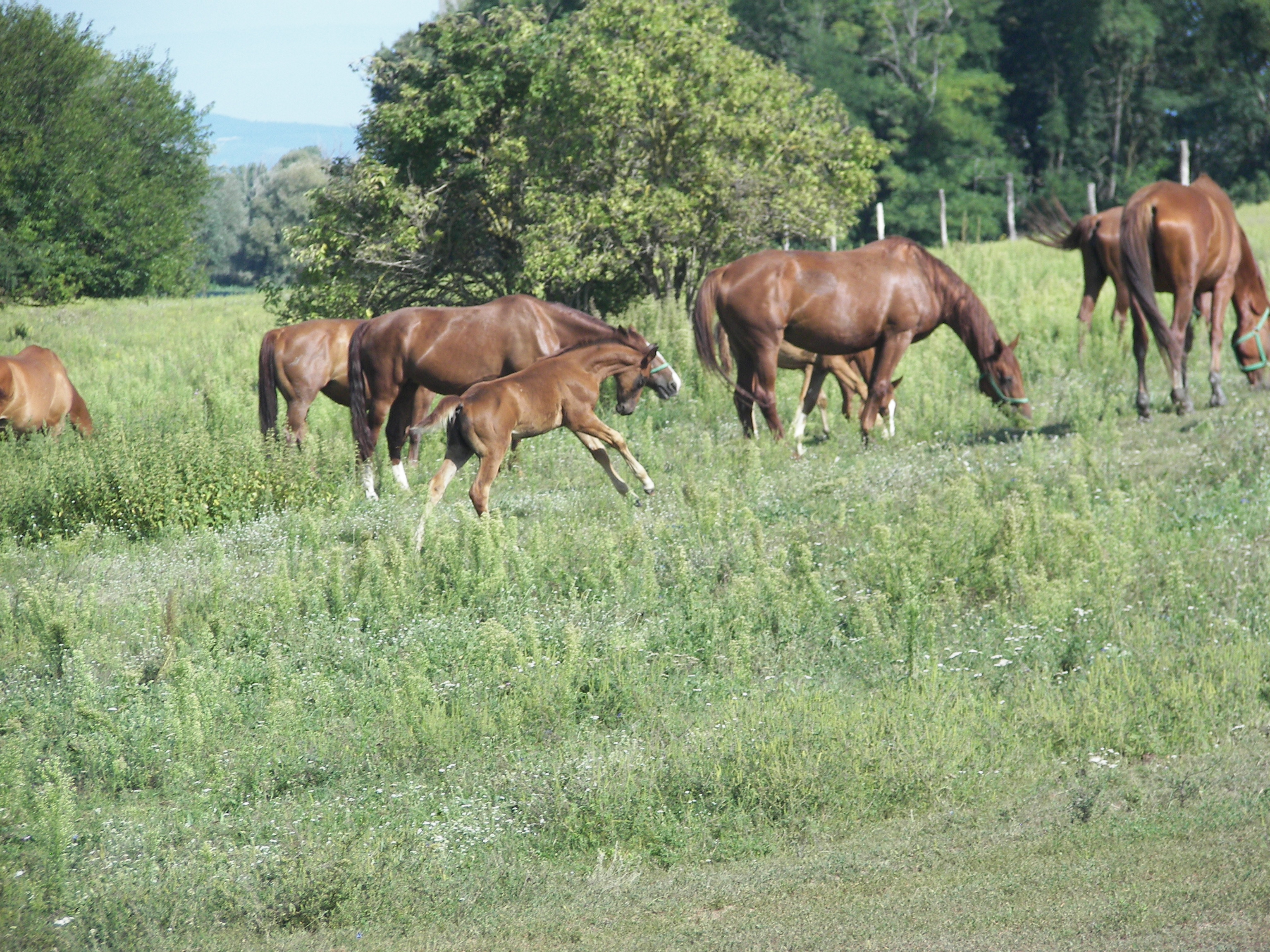
Groupe de Gidran, en 2010

C'est un cheval à sang chaud, de selle, au modèle dolichomorphe et médioligne
. Le type racial est essentiellement celui de l'Anglo-arabe,, plus corpulent que celui de l'Arabe. La morphologie est vigoureuse. Il existe deux types distincts, plus ou moins lourds. Les chevaux croates sont morphologiquement proches des hongrois.
La tête est fine, petite ou moyenne, proportionnelle à la masse corporelle, dotée d'un profil rectiligne, de grands yeux et de petites oreilles. L'attache de gorge est large. L'encolure est musclée et bien attachée, relativement longue et légèrement courbée. Les épaules sont inclinées et musclées. La poitrine est large et profonde,. Le garrot est saillant. Le corps est profond, le dos fort, droit, souvent long,,. Les côtes sont arrondies. La croupe est puissante, courte, avec une queue attachée haut,. Les jambes sont fortes, musclées, dotées d'articulations robustes et de canons courts,. Les pieds ont une corne dure,.

### Robe

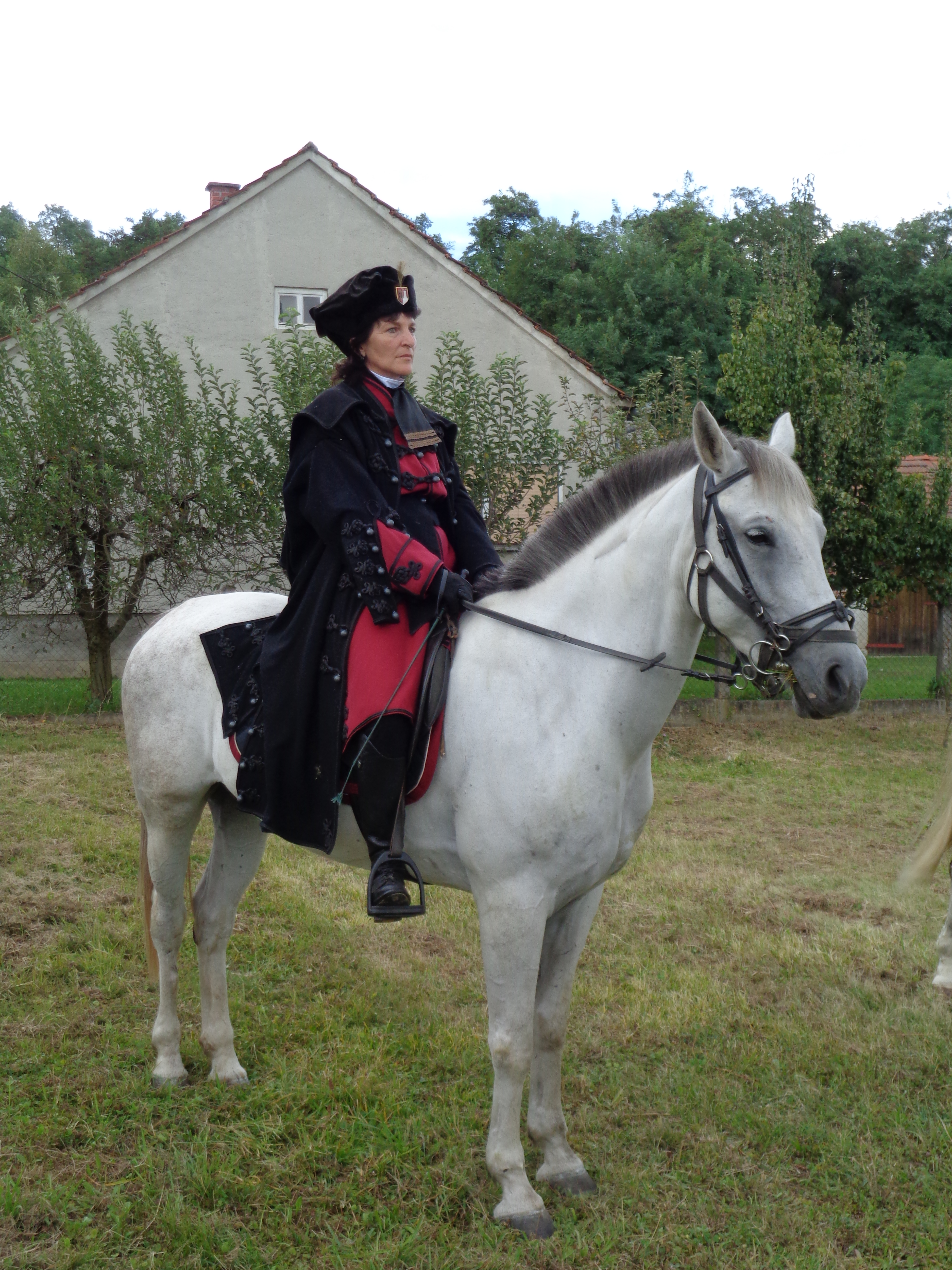
Reconstitution d'unité de cavalerie croate du XVIe siècle, avec un Gidran gris.

La robe est indiquée comme étant toujours alezane dans les données DAD-IS de Hongrie, dans l'encyclopédie de CAB International, et dans celle de Bongianni. La raison de cette particularité semble imputable à l'influence de la lignée Siglawi. Cependant, Edwards (2016) et d'autres auteurs citent l'alezan comme étant simplement la robe majoritaire,. Hendricks (2007) et l'étude de Sziszkosz et collègues (2016) indiquent que toutes les couleurs de robe présentes chez le cheval arabe sont théoriquement possibles,. Il semble, d'après l'auteure du guide Delachaux, que la robe soit essentiellement alezane en Hongrie, mais puisse présenter des couleurs différentes (bai, gris clair...) en Roumanie.

### Génétique
Le Gidran est génétiquement plus proche du Pur-sang que le cheval Nonius, ce qui est cohérent avec l'histoire de la race. Il est également très proche du Kisber Felver. La race revêt une valeur génétique. Elle a subi deux goulots d'étranglement génétique au cours de son histoire, mais conserve néanmoins une bonne diversité génétique (2016). Bien qu'il s'agisse d'une race à faibles effectifs, la diversité des lignées paternelles a été préservée, probablement grâce à une bonne gestion du stud-book.
Des trois lignées (A, B et C) constituées en 1943, seule la lignée B subsiste de nos jours. Le faible effectif rend la menace de consanguinité très présente.

### Tempérament et entretien
Le Gidran est réputé bien adapté aux conditions climatiques parfois extrêmes de la Hongrie,. D'après DAD-IS, la race est généralement élevée en système stationnaire en Hongrie et en Bulgarie (système intensif ou semi-intensif) ; cependant Edwards indique que le mode d'élevage hongrois s'effectue en liberté, chaque étalon ayant son petit groupe de juments. Le tempérament du Gidran était jadis réputé très mauvais, mais ce défaut a théoriquement été corrigé depuis. Néanmoins, la race n'est pas toujours docile : les Gidran restent vifs et fougueux, parfois difficiles à canaliser,. Ils montrent courage, rapidité, agilité et endurance au travail. Ils disposent d'une bonne classe de galop, couvrant efficacement le sol.

### Sélection
La sélection de la race est assurée par la National Association of Kibèr-halfbred Horse Breeders en Hongrie. Seuls sont acceptés en croisement les chevaux de race Pur-sang, Arabe et Anglo-arabe avec un pedigree connu sur 4 générations, une robe alezane et une taille supérieure à 1,57 m. De plus, tous les étalons doivent passer une inspection avant d'être autorisés à se reproduire. La sélection s'effectue sur la conformation, le type et sur résultats de tests montés ou attelés.
Il existe aussi une association pour la sauvegarde et le développement du cheval de Pleven et du Gidran en Bulgarie,. La reproduction est possible en Bulgarie à partir de 3 ans.
Les orientations d'élevage diffèrent entre la Hongrie et la Roumanie, ce dernier pays privilégiant la pureté de la race plutôt que la morphologie et la fonctionnalité.

## Utilisations
Le Gidran est apte à la selle, à l'attelage et à la traction légère, réalisant notamment de petits travaux de ferme. Les modèles les plus légers sont aptes aux sports équestres, les plus lourds à l'attelage. Le Gidran est considéré comme un cheval d'équitation sportive de qualité, ; pluridisciplinaire, il est désormais aussi monté pour l'équitation de loisir, bien qu'il ne convienne pas forcément aux cavaliers débutants. Le Gidran est réputé performant en saut d'obstacles,, avec quelques résultats notables sur la scène sportive internationale. Cependant, il ne figure pas dans le classement de haut niveau de la WBFSH dans cette discipline. Il est apte à la pratique des courses de chevaux. En Bulgarie, la race est signalée être élevée pour son sang. En Croatie, le Gidran est monté lors de cérémonies traditionnelles, revêtant dès lors un intérêt touristique.

## Diffusion de l'élevage
La race est indiquée comme native de Hongrie, et comme rare, dans DAD-IS et plusieurs encyclopédies, et travaux de recherche. Le Gidran est en danger d'extinction en raison d'un trop faible nombre de reproducteurs en activité,. Les effectifs recensés en Hongrie pour 2012 sont de seulement 319 chevaux. L'étude menée par l'université d'Uppsala pour la FAO et publiée en août 2010 signale le Gidran comme race régionale transfrontière européenne en danger d'extinction. La race est culturellement importante, ayant le statut de trésor national en Hongrie. Aussi, sa préservation revêt une importance considérable en Hongrie, suscitant diverses publications d'études spécialisées et initiatives en ce sens.
Au cours de son histoire, le Gidran s'est diffusé hors de sa Hongrie natale, vers la Pologne, la Roumanie, la Croatie et la Bulgarie. Ces trois derniers pays en pratiquent toujours l'élevage. Le cheptel roumain compte une cinquantaine de chevaux en 2003. Il existe une petite population de Gidran en Croatie, de l'ordre de 70 à 75 individus en 2016, surtout présents dans le comitat de Bjelovar-Bilogora.
En Bulgarie, le Gidran est surtout présent dans la région de Sofia, par importations régulières. Le cheptel bulgare n'est que de 21 chevaux en 2013. Par ailleurs, l'ouvrage Equine Science (4e édition de 2012) le classe parmi les races de chevaux de selle peu connues au niveau international.

#### Ouvrages spécialisés
- [Novotni 2012] (hu) Péter Novotni et Kisbéri-félvér és Gidrán Lótenyésztő Országos Egyesület, A kisbéri-félvér és a gidrán napjainkban, Budapest, Kisbéri-félvér és Gidrán Lótenyésztő Orsz. Egyes, 2012, 111 p. (ISBN 963886205X et 9789638862051, OCLC 861768188)
- [Sándor 2006] (hu) Mihók Sándor, A gidrán ló monográfiája [« Monographie du gidran »], Debrecen, Hongrie, Center-Print Press, 2006, 43 p. (ISBN 9789630612302, OCLC 861770556).

### Articles
- [Ivanković, Ramljak et Trogrlić 2017] (en) Ante Ivanković, Jelena Ramljak et Josip Trogrlić, « Exterior features of Gidran horse in Croatia », Stočarstvo : Časopis za unapređenje stočarstva, vol. 70, no 2,‎ 16 juin 2017 (ISSN 0351-0832, lire en ligne, consulté le 3 août 2018)
- [Nagy et al. 2009] (hu) B. Nagy, S. Bene, J. Bem et F. Szabó, « Különbözö fajtájú tenyészkancák élodouble acute˜súlya és testméretei. 2. Közlemény: a Gidrán. », Állattenyésztés és Takarmányozás, vol. 58, no 4,‎ 2009, p. 327-340 (ISSN 0230-1814, présentation en ligne)
- [Pataki 1996] (en) B. Pataki, « Questions of preservation of the Gidran horse breed », Allattenyesztes es Takarmanyozas, vol. 45,‎ 1996, p. 215–220 (présentation en ligne)
- [Sziszkosz et al. 2016] (en) Nikolett Sziszkosz, Sándor Mihók, András Jávor et Szilvia Kusza, « Genetic diversity of the Hungarian Gidran horse in two mitochondrial DNA markers », PeerJ, vol. 4,‎ 2 mai 2016, e1894 (ISSN 2167-8359, DOI 10.7717/peerj.1894, lire en ligne, consulté le 3 août 2018)